# Убиство по ставкама
Убиство по ставкама (енгл. Murder by Numbers) је амерички психолошки трилер из 2002. године са Сандром Булок у главној улози.
Два богата ученика из калифорнијске школе смишљају смртоносни, али бриљантан план да почине убиства и окриве домара. Међутим, веома искусан детектив за убиства истражује случај.

## Радња
Ричард Хејвуд, богати и популарни средњошколац, тајно се састаје у напуштеној кући на литици са другим колегом из разреда, бриљантним Џастином Пенделтоном. Џастиново форензичко знање им омогућава да планирају савршена убиства као опаки облик забаве. На једном од тих састанака, док пуше и пију апсинт, одлучују да почине убиство како би сазнали какав је то осећај и доказали да је савршен злочин могућ. Младићи убијају случајну жену и покушавају да учине да школски домар и Ричардов добављач дроге изгледају као кривац.
Када полиција пронађе тело, случај се додељује агенткињи ветеранки Кеси Мејведер и њеном новом партнеру Сему Кенедију, који долази из одељења за пороке. Обоје се добро слажу на послу и коначно једне ноћи имају сексуални сусрет у кући детектива. Током истраге проналазе отиске чизама које припадају Ричарду, који има алиби. Након сусрета са Ричардом, агент постаје опседнут идејом да је он убица, што не воли њеног шефа и помоћника тужиоца Ал Свонсона, пошто је младићев отац велики порески обвезник.
Џастин подмеће лажне доказе на тело жртве, длаку павијана и остатке тепиха, како би уплео Реја Фитерса, школског домара. Сем одлази до куће домара, проналазећи га мртвог, а сви докази указују на то да је он убица, пошто има скривеног бабуна и влакна пронађена на лешу одговарају онима на тепиху који има у својој кући. Сем и Кејси се дистанцирају у својим закључцима о убиству, јер он верује да је решено, а она тврди да је Ричард убица. С друге стране, Кејсин шеф јој забрањује да настави истрагу.
Међутим, она ће наставити да покушава да докаже да су оба тинејџера пријатељи, чак и ако покушавају да се претварају другачије. Кеси успева да их фотографише испред ресторана, али је Ричард открива и покушава да је застраши. Њих двоје се боре и Кејси случајно удари Ричарда у главу вратима свог аутомобила. Младић тада каже да га је детектив напао и шеф полиције одлучује да Кејси треба психијатар. Џастина привлачи другарица из разреда Лиза Милс, нешто што Ричарду не одговара, који покушава да их удаљи спавајући са њом пре свог пријатеља. Са своје стране, Сем почиње да верује да је његов партнер у праву и почиње сам да истражује. Користећи инцидент који се догодио са Лизом, обоје су позвани да сведоче у локалној полицијској станици.
Агенти су уверени да су то убице, али не знају ко је од њих двојице извршио убиство. Њихови адвокати спречавају Кејси и Сема да наставе са испитивањем и они су пуштени. Џастин одлази у Лизину кућу и говори јој целу истину о убиству. Лиза тада одлучује да позове полицију и обавести је о месту где се Ричард и Џастин састају. Кејси одлази тамо и открива да намеравају да изврше самоубиство. Џастин се предаје, али Ричард пуца у агента и покушава да побегне. Она га јури и на крају се боре на нестабилном балкону, Ричард покушава да је задави, али она успева да га избегне. Превазилазећи Карлово злостављање ње, Кејси баца Ричарда са балкона на смрт. Џастин хвата Кејси, која виси преко ивице балкона, и увлачи је у кућу.
Кеси уверава Џастина да ће се залагати у његово име, јер је био преварен невин, којим је изманипулисао немилосрдни Ричард. Затим примећује траг на њеном врату изазван Ричардовим великим прстеном и схвата да врат мртве жене није имао сличан траг. Суочен са доказима, Џастин признаје да је задавио жртву, показујући своју „храброст” Ричарду, и бива ухапшен.
Кејси се суочава са својим страховима и улази у судницу да сведочи на Карловом саслушању за условну слободу. Шериф је позива на трибину под њеним службеним именом: Џесика Мери Хадсон.
| Глумац        | Улога           |
| ------------- | --------------- |
| Сандра Булок  | Кејси Мејведер  |
| Бен Чаплин    | Сем Кенеди      |
| Рајан Гозлинг | Ричард Хејвуд   |
| Мајкл Пит     | Џастин Пендлтон |
| Агнес Брукнер | Лиза Мајлс      |
| Крис Пен      | Реј Фитерс      |
| Р. Д. Кол     | Род Коди        |